# Frédéric Jousset

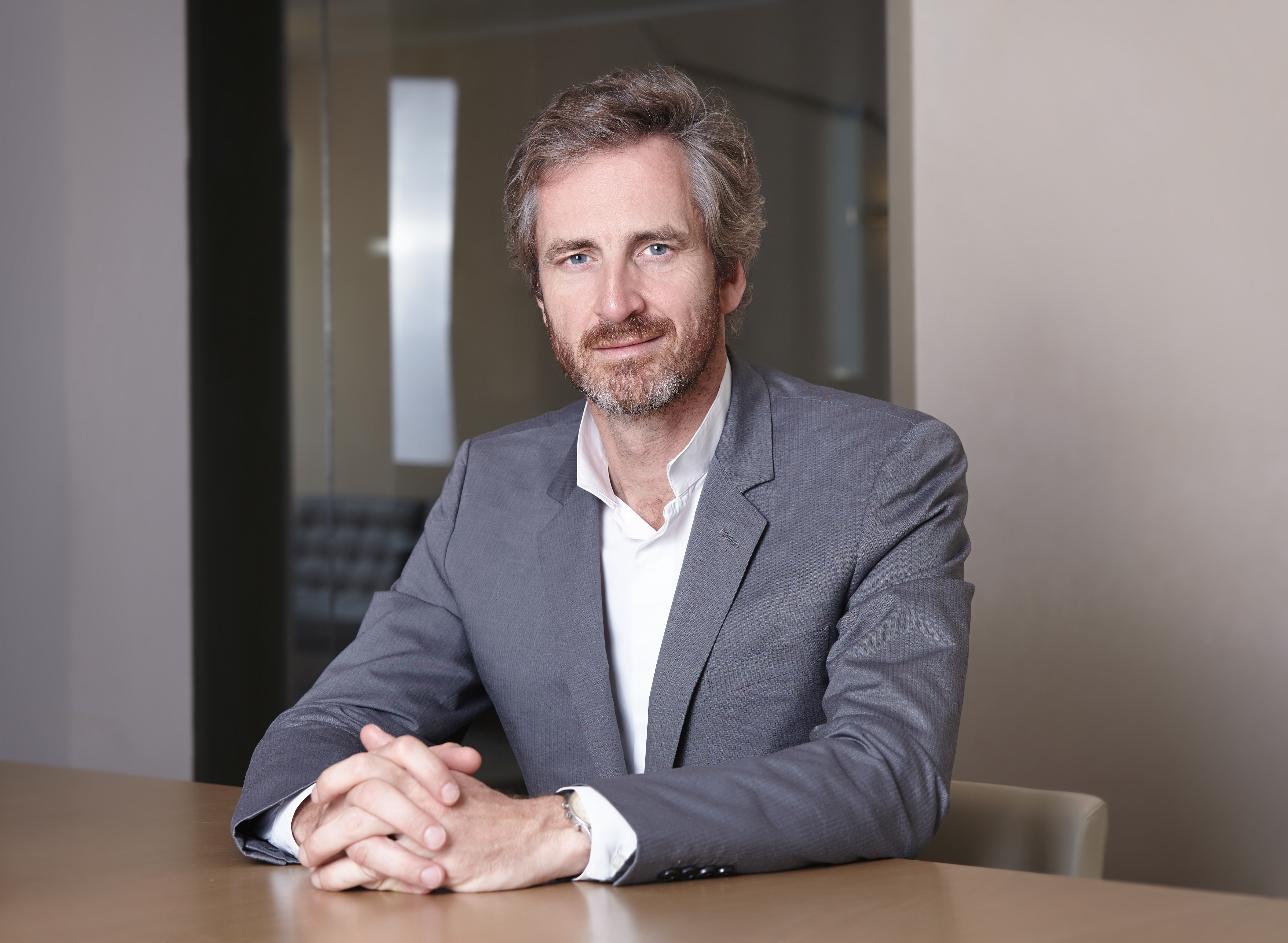
Frédéric Jousset 2015

Frédéric Jousset (* 3. Mai 1970) ist ein französischer Geschäftsmann. Er ist Gründer und Co-Präsident von Webhelp, einem Business-Outsourcing-Unternehmen mit Sitz in Frankreich. Seit Dezember 2016 ist er außerdem Administrator des Louvre-Museums.

## Biografie
Jousset ist der Sohn von Marie-Laure Jousset, Chefkuratorin von Beaubourg, und Hubert Jousset, Präsident der GEFIP und der École normale de musique. Jousset schloss 1992 sein Studium an der HEC Paris ab.
Jousset begann seine Karriere 1994 für Kérastase bei L’Oréal. Vier Jahre später gründete er sein erstes Unternehmen, Clientis SA, einen Softwarehersteller für Schönheitssalons. Er wechselte zum amerikanischen Strategieberatungsunternehmen Bain & Company, wo er als strategischer Berater tätig war.
Im Juni 2000 gründete er zusammen mit Olivier Duha Webhelp SA, das ursprünglich IT-Supportdienste anbot und später auf den Betrieb von Callcentern und die Auslagerung von Geschäftsdienstleistungen expandierte. Die Gruppe beschäftigte 55.000 Mitarbeiter und erzielte im Jahr 2019 einen Umsatz von 1.450 Millionen Euro.
Im Jahr 2012 erhielt Jousset die Mercury-Auszeichnung für Unternehmensgründung an der HEC und wurde zusammen mit Olivier Duha 2013 vom Nouvel Economiste/Financial Times zum Manager des Jahres gewählt.
Seit Juli 2019 ist er Administrator der École nationale supérieure des arts décoratifs.
In seiner Freizeit ist Jousset als Amateur-Rennfahrer aktiv.